# Winter-Universiade 2015/Biathlon
Bei der Winter-Universiade 2015 wurden neun Wettkämpfe in der Biathlon ausgetragen.

## Bilanz

### Medaillenspiegel
| Platz  | Land       | Gold | Silber | Bronze | Gesamt |
| ------ | ---------- | ---- | ------ | ------ | ------ |
| 1      | Russland   | 4    | 5      | 5      | 14     |
| 2      | Ukraine    | 2    | 1      | 2      | 5      |
| 3      | Slowakei   | 1    | 1      | 1      | 1      |
| 3      | Tschechien | 1    | 1      | 1      | 1      |
| 5      | Kasachstan | 1    | 1      | –      | 1      |
| Gesamt | Gesamt     | 9    | 9      | 9      | 27     |

### Medaillengewinner

#### Männer
| Disziplin         | Gold                 | Silber          | Bronze          |
| ----------------- | -------------------- | --------------- | --------------- |
| 10 km Sprint      | Jaroslaw Iwanow      | Maxim Burtassow | Juri Schopin    |
| 12 km Verfolgung  | Juri Schopin         | Jaroslaw Iwanow | Maxim Burtassow |
| 15 km Massenstart | Witalij Kiltschyzkyj | Dmytro Russinow | Juri Schopin    |
| 20 km Einzel      | Dmytro Russinow      | Wadim Filimonow | Juri Schopin    |

#### Frauen
| Disziplin           | Gold              | Silber                | Bronze            |
| ------------------- | ----------------- | --------------------- | ----------------- |
| 7,5 km Sprint       | Paulína Fialková  | Jewgenija Pawlowa     | Jitka Landová     |
| 10 km Verfolgung    | Jewgenija Pawlowa | Paulína Fialková      | Kristina Smirnowa |
| 12,5 km Massenstart | Jitka Landová     | Eva Puskarčíková      | Jana Bondar       |
| 15 km Einzel        | Alina Raikowa     | Jekaterina Awwakumowa | Paulína Fialková  |

#### Mixed
| Disziplin                     | Gold                                                                     | Silber                                                                       | Bronze                                                             |
| ----------------------------- | ------------------------------------------------------------------------ | ---------------------------------------------------------------------------- | ------------------------------------------------------------------ |
| 2 × 6 km + 2 × 7,5 km Staffel | RusslandKristina Smirnowa Jewgenija Pawlowa Wadim Filimonow Juri Schopin | KasachstanGalina Wischnewskaja Anna Kistanowa Maxim Braun Wassili Podkorytow | UkraineJulija Bryhynez Jana Bondar Ruslan Tkalenko Dmytro Russinow |